# Death to the Daleks
Death to the Daleks (Muerte a los Daleks) es el tercer serial de la 11.ª temporada de la serie británica de ciencia ficción Doctor Who, emitido originalmente en 4 episodios semanales entre el 23 de febrero y el 16 de marzo de 1974.

## Argumento
La TARDIS sufre una pérdida de energía y hace un aterrizaje de emergencia en el planeta Exxilon. El Tercer Doctor (Jon Pertwee) y su acompañante Sarah Jane Smith (Elisabeth Sladen) se ven entonces metidos en un conflicto entre los Daleks y la expedición humana de la Marine Space Corp por el mineral llamado "parrinium", que puede curar e inmunizar contra una plaga espacial mortal.

### Continuidad
- El Doctor intenta destruir el superordenador Exxilon alimentándole con paradojas ilógicas. Es la misma táctica que usó contra el ordenador loco BOSS en The Green Death, la temporada anterior.
- Esta es la única historia en la que los Daleks no disparan sus cañones de energía, por la pérdida de energía de Exxilon (aunque técnicamente sí las disparan, pero sin ningún éxito). En su lugar, sus armas son sustituidas por rifles, que ellos describen como de "eficiencia moderada". Death to the Daleks marca la última aparición de la sala de la consola de la TARDIS hasta Planet of Evil. Sarah más tarde hará referencia a esta historia en Pyramids of Mars remarcando cómo las catacumbas inferiores de la pirámide le recuerdan la ciudad de Exxilon, a pesar del hecho de que ella nunca entró en la ciudad.

## Producción
| Episodio          | Fecha de emisión      | Duración | Espectadores en millones | Estado en el archivo  |
| ----------------- | --------------------- | -------- | ------------------------ | --------------------- |
| Episodio 1        | 23 de febrero de 1974 | 24:32    | 8,1                      | Cinta original en PAL |
| Episodio 2        | 2 de marzo de 1974    | 24:25    | 9,5                      | Cinta original en PAL |
| Episodio 3        | 9 de marzo de 1974    | 24:24    | 10,5                     | Cinta original en PAL |
| Episodio 4        | 16 de marzo de 1974   | 24:35    | 9,5                      | Cinta original en PAL |
| [ 1 ] [ 2 ] [ 3 ] |                       |          |                          |                       |

La música de este serial fue compuesta por Carey Blyton e interpretada por el London Saxophone Quarter. Este es uno de los dos seriales del Tercer Doctor (el otro es The Claws of Axos) de los que se conserva una cinta de 90 minutos de toda la grabación en estudio.

### Episodios perdidos
El episodio 1 de esta historia estaba perdido de los archivos de la BBC cuando se hizo el primer inventario de los mismos en 1978. Más tarde se recuperó una grabación en NTSC de 525 líneas de una televisión internacional. Después se recuperó una grabación de baja calidad en PAL, aunque sin la secuencia de apertura. Y en 1992, se recuperó una copia de buena calidad en 625 líneas PAL de un lote de episodios devueltos desde Dubái.

## Lanzamientos en VHS y DVD
En 1987 se publicó el serial en VHS en formato ómnibus, siendo el primer video de Doctor Who publicado exclusivamente en VHS, sin versión en Betamax. Como entonces no se conservaba la versión PAL del episodio 1, para esta publicación se usó la versión NTSC del episodio. En 1995 se publicó una versión episódica en VHS, con la versión en PAL del episodio 1, aunque el episodio 2 tenía algunos cortes debido a que BBC Video usó por error una versión censurada del episodio 2 que le devolvieron desde Australia (los episodios 3 y 4 también venían de allí). El 18 de junio de 2012 se publicó el serial en DVD.